# Rudolf Rechberger
Rudolf Rechberger (* 9. März 1899 in Linz; † unbekannt) war ein Österreicher, der in der Nachkriegszeit Opfer eines Justizirrtums wurde. Der Fall Rechberger zählte gemäß Otto Tschadek zu einem von vier Fällen von Justizirrtümern (neben den Fällen Franz Thiel, Alois Manninger und Wilhelm Gratzl), welche „das Vertrauen ... in die [österreichische] Rechtsprechung“ der Nachkriegszeit erschütterten und zur Verhinderung der Wiedereinführung der Todesstrafe in Österreich beitrugen.

## Leben
In den 1920er Jahren zeugte Rechberger mit der sechzehnjährigen Anna das Kind Rudolf. Anna reichte 1925 die Scheidung ein, kehrte aber nach drei Monaten zu ihm zurück.
Da sie im Gegensatz zu ihm ehrgeizig war, holte sie 1938 ein Diplom als Haushaltslehrerin nach und wurde 1945 sogar Gemeinderätin in Lenzig, während er es nur zum Werkmeister brachte. Als 1944 ihr Sohn Rudolf an der Ostfront fiel, hielt sie ihrem Mann vor, er habe ihn durch seine Lieblosigkeit in den Tod getrieben. 1947 kam sie wegen einer Schlafmittelvergiftung ins Krankenhaus und behauptete, ihr Mann habe sie mit acht Veronaltabletten zu vergiften versucht.
In den folgenden Jahren lebte Rudolf Rechberger im Haus der Fabrikarbeiterin Gattenmayr. Am 20. Oktober 1951 wurde er in Wels zu 18 Jahren Gefängnis verurteilt, da er 1949 die fünf Monate alte Sieglinde Gattermayr (Tochter Gattenmayrs mit einem afroamerikanischen GI) mit Thallium vergiftet haben sollte; seine geschiedene Frau Anna Rechberger hatte ihn angezeigt. „Bei der Urteilsverkündigung hatte er das Kruzifix vom Richtertisch an sich gerissen und unter Tränen seine Unschuld beteuert.“
Dank „Justizirrtumsjäger“ Gustaf Adolf Neumann wurde der Justizirrtum aufgedeckt. „Im Sommer 1958 bekam er von der 82-jährigen Bäuerin Rechberger einen Bittbrief, er möge sich ihres seit sieben Jahren unschuldig im Gefängnis sitzenden Sohnes annehmen.“ Bei Rechbergers damaligem Verteidiger Dr. Nordmeyer erkundigte er sich, und erfuhr, dass das Geschworenengericht mit nur „einer Stimme Mehrheit zum Schuldspruch gekommen war“; bei Stimmengleichheit wäre es zum Freispruch gekommen.
Neumann nahm Fühlung mit dem Verteidiger des Verurteilten auf. Der hatte sich seinerzeit ein Horoskop ausarbeiten lassen und war danach überzeugt gewesen, er verteidige einen Mörder. Neumann studierte die Akten und das heißt bei ihm, daß er jeden Gegenstand abklopfte, der in ihnen erwähnt wird.
Da fand sich zum Beispiel ein Säckchen „Muscid“, das Rattengift, das Rechberger benutzt haben sollte. Neumann fragte nach „Muscid“, aber wo er auch vorsprach, überall bot man ihm „Zelio“ an, und das auch nicht in einem Säckchen. Der sprechende Gegenstand war gefunden.
„Muscid“ in Säckchen gibt es. Doch dieses wenig verbreitete Rattenvertilgungsmittel enthält kein Thallium, sondern Zinksulfat. In der Leiche des ermordeten Kindes aber war Thallium gefunden worden, wie es in „Zelio“ enthalten ist. Das war die „neue Tatsache“. Nach sieben Jahren wurde Rechberger aus dem Zuchthaus entlassen. 176 000 Schilling Haftentschädigung (28 000 Mark). Es fand nicht erst eine neue Verhandlung statt.
1957 wurde das Verfahren wiederaufgenommen, bei welchem Irrtümer in den Gutachten von Dr. Schwarzacher und Jantsch aufgedeckt wurden. Rechberger wurde daraufhin in die Freiheit entlassen.